# 詩∽片
《詩∽片》是於2004年10月3日到12月19日播放全12集日本電視動畫系列，第13話以OVA發售。漫畫在MediaWorks的《月刊Comic電擊大王》2004年10月號到2005年4月號連載，單行本全一冊。

## 故事簡介
居住於神奈川縣鎌倉，一位中學二年級的少女橘一夏在學校第一學期結束大掃除時，不經意丟失了重要的物品。直到放學後才注意到這件事的一夏，在天黑時返回學校尋找。在那裡，和謎樣的鏡中少女黑城舞夏相遇了......而在她們面前出現的黑衣女子，也將為兩人帶來各種試煉。歷經試驗的兩人，最終會......

## 登場人物
橘一夏（聲優：本多陽子）
十四歲的中學生。主角。就讀神奈川縣鎌倉女子中學二年級。心地善良但是有點害羞的女孩，不擅長說謊話，和朋友交談時使用敬語。
在運用精靈神之力的過程中，多數是看到人們的黑暗面。不論是生氣或者忌妒都會使用該力量去傷人或者殺人，然後慢慢地轉移過來。一旦使出最後一次嘗試時，會面臨要消去人類或者自己的選擇。
黒城舞夏（聲優：淺野真澄）
不可思議的少女。出現於放在舊校舍的鏡子中。
多岐川皐月（聲優：川上倫子）
一夏的同班同學。富有責任感。
篁螢子（聲優： 落合祐里香）
一夏的同班同學。性格溫柔。富裕的千金小姐。
宗方未知留（聲優：田村由香里）
一夏的同班同學，感覺敏銳的少女。
藤堂誓唯（聲優：飛田展男）
大學生，與繪委是雙胞胎兄弟。負責指導一夏文科的家庭教師。
藤堂繪委（聲優：神奈延年）
大學生，與誓唯是雙胞胎兄弟。負責指導一夏理科的家庭教師。
木暮沙耶（聲優：川村萬梨阿）
住在一夏家附近的婦女。
橘泉水（聲優： 生天目仁美）
一夏的媽媽。
橘理人（聲優：濱田賢二）
一夏的爸爸，職業是建築師。
日向路子（聲優： 永田亮子）
一夏的老師。
中埜 徹（聲優：笹沼晃）
商店海之家的店員。
宗方瑠唯（聲優：吉田真弓）
未知留的妹妹。
紅樹陽輔（聲優：真柴摩利）
瑠唯的男友。
白坂美月（聲優：天野由梨）
志穗的姊姊，和妹妹一起經營花店。
白坂志穗（聲優：平松晶子）
美月的妹妹。

## 工作人員
- 原作：gímik
- 企画：gímik、 HAL
- 監督：後藤圭二
- 系列構成、劇本：きむらひでふみ
- 人物設計・總作畫監督：門之園惠美
- 美術監督：飯島壽治
- 美術設定：小林利光
- 色彩設定：川上善美
- 道具設計：酒井和男
- 角色設計助理：伊東克修
- 主要動畫片繪製：上田幸一郎
- CGI導演：武山篤
- 撮影監督：櫻田知之
- 編集：西山茂
- 音樂：大橋惠
- 音響監督：明田川仁
- 音響制作：マジックカプセル
- 音響効果：今野康之
- 音樂製作人：野崎圭一
- 宣傳製作人：轟豐太
- 音樂制作：ビクターエンタテインメント
- 製作協助：山本俊一
- 電視節目製作人：内田哲夫
- 製片人：湯川淳、春田克典
- 制作：ハルフィルムメーカー
- 製作：萬代影視

## 各話列表
| 話數 | 標題              | 劇本     | 分鏡               | 演出     | 作畫監督                               |
| ---- | ----------------- | -------- | ------------------ | -------- | -------------------------------------- |
| 1    | 邂逅の初夏        | 木村英文 | 後藤圭二           | 後藤圭二 | 門之園惠美                             |
| 2    | 近接の夜空        | 木村英文 | 後藤圭二           | 嵯峨敏   | 伊藤克修                               |
| 3    | 焦熱の砂浜        | 木村英文 | 木村英文           | 則座誠   | 樋口靖子                               |
| 4    | 驟雨の湖畔        | 木村英文 | 佐山聖子           | 渡邊慎一 | 村上公輔                               |
| 5    | 落涙の蕾花        | 木村英文 | 後藤圭二           | 奥野耕太 | 新井俊行、上田幸一郎                   |
| 6    | 濡肌の微熱        | 木村英文 | 東海林真一         | 筑紫大介 | 伊藤克修                               |
| 7    | 木末の嫉妬        | 木村英文 | 玉川達文           | 玉川達文 | 渡辺由香里                             |
| 8    | 散花の情動        | 木村英文 | 佐藤順一           | 山中隆史 | 永島明子、丹羽恭利                     |
| 9    | 恋愛の痛痒        | 木村英文 | 木村英文           | 酒井和男 | 晶貴考二                               |
| 10   | 死生の再会        | 木村英文 | 後藤圭二、木村英文 | 則座誠   | 伊藤克修、羽生貴之、古賀準二、永島明子 |
| 11   | 別離の波動        | 木村英文 | 木村英文           | 奥野耕太 | 齊藤英子                               |
| 12   | 欠片の詩歌        | 木村英文 | 後藤圭二           | 後藤圭二 | 後藤圭二、上田幸一郎、永島明子         |
| 13   | 初冬の双夏（OVA） | 木村英文 | 後藤圭二           | 後藤圭二 | 上田幸一郎、永島明子                   |

## 主題曲
片頭曲「想いを奏でて」，
作詞：ああ，作曲： takumi，編曲： takumi、野崎圭一，歌：savage genius
片尾曲「いつか溶ける涙」 (第12話的劇中歌)
作詞：ああ，作曲： takumi，編曲： takumi、野崎圭一，歌：savage genius
插入曲「この夏を抱えて」(第3話)
作詞：戸苅朋勇，作曲：田中直，編曲：西田マサラ，歌：SACHIKO&CHINO
插入曲「ずっとこの街で」(第3話)
作詞／作曲：emiko，編曲：柿島伸次，歌：emiko
插入曲「Only your friend」(第13話)
作詞／作曲：小野晴美，編曲：柿島伸次，歌：emiko
插入曲「ドーナツハウスのミス・ライアン」(CD收錄)
作詞／作曲：たっぴ，編曲： 西田マサラ，歌：CHINO

## 外部連結
- うた∽かた（官方網站） （页面存档备份，存于）（日語）
- うた∽かた　夏・メモリー（官方網站）（日語）
- Victor Animation Network【m-serve】 （页面存档备份，存于）（日語）